# Vladimir Drinfeld
Vladimir Drinfeld (ukrainisch Володимир Гершонович Дрінфельд Wolodymyr Herschonowytsch Drinfeld; russisch Владимир Гершонович Дринфельд Wladimir Gerschonowitsch Drinfeld; * 14. Februar 1954 in Charkiw, Ukrainische SSR) ist ein in die USA ausgewanderter ukrainischer Mathematiker.

## Leben und Werk
Vladimir Drinfeld wurde 1954 als Sohn des ukrainisch-jüdischen Professors für Mathematik der Universität Charkow Gerschon I. Drinfeld (1908–2000) geboren.
Als Fünfzehnjähriger repräsentierte Drinfeld 1969 auf der Internationalen Mathematik-Olympiade in Bukarest die Sowjetunion und gewann dort die Goldmedaille. Zwischen 1969 und 1974 studierte er Mathematik an der Lomonossow-Universität in Moskau. Nach dem erfolgreichen Diplom-Abschluss schloss sich 1977 eine Aspirantur an. Seine Kandidaten-Dissertation, mit der er 1978 promoviert wurde, entstand unter Anleitung von Yuri Manin.
Da er wegen seiner jüdischen Abstammung keinen entsprechenden Arbeitsplatz in Moskau bekommen konnte, ging er in die Autonome Republik Baschkirien, um dort in der Provinzhauptstadt Ufa an der Staatlichen Baschkirischen Universität sowie an weiteren Hochschulen in Ufa als Mathematiklehrer zu arbeiten.
Im Jahre 1981 kehrte er nach Charkow zurück und fand schließlich einen Arbeitsplatz am Werkin-Institut für Tieftemperaturphysik und -Ingenieurwesen der Ukrainischen Akademie der Wissenschaften. Er lehrte auch an der Universität Charkiw.
Im Jahre 1988 habilitierte er sich am Steklow-Institut in Moskau (russischer Doktortitel).
Im Jahr 1990 erhielt er die Fields-Medaille für seine Arbeiten über Quantengruppen und in der Zahlentheorie. 1992 wurde er zum Mitglied der Akademie der Wissenschaften der Ukraine berufen.
Im Jahr 1998 wanderte er in die USA aus und im Dezember 1998 wurde er Distinguished Service Professor an der University of Chicago, wo er unter anderem mit Alexander Beilinson zusammenarbeitet.
Seine Hauptarbeitsgebiete sind mathematische Physik (zum Beispiel Vertexalgebren, in dem Buch Chiral Algebras von 2004 mit Alexander Beilinson), Zahlentheorie und Algebraische Geometrie. Er gilt als der große Wegbereiter der geometrischen Langlands-Vermutung (teilweise mit Alexander Beilinson Anfang der 1990er Jahre).
Sein Beweis der Langlands-Vermutung für den Spezialfall der Gruppe GL2 über einem Funktionenkörper über einem endlichen Körper ist bahnbrechend in diesem Gebiet: Es war das erste Ergebnis für eine nicht-abelsche Gruppe im globalen Fall. In Zusammenhang mit diesem Beweis führte er 1973 Drinfeld-Moduln ein, von ihm Elliptische Moduln genannt (Verallgemeinerungen davon sind die von Drinfeld eingeführten Chtoukas, benannt nach russisch Штука nach deutsch Stück).
Von ihm und Yuri Manin stammt die ADHM-Konstruktion von Yang-Mills-Instantonen (unabhängig von Nigel Hitchin und Michael Atiyah gefunden; die Anfangsbuchstaben aller vier stehen für ADHM). In einem Vortrag auf dem Internationalen Mathematikerkongress 1986 in Berkeley führte er Quantengruppen ein (wie auch gleichzeitig und unabhängig Michio Jimbō in Japan) und 1978 war er Invited Speaker auf dem ICM in Helsinki (Langlands conjecture for GL(2) over function fields).
2008 wurde er in die American Academy of Arts and Sciences aufgenommen, 2016 in die National Academy of Sciences. Im Dezember 2009 wurde er als auswärtiges Mitglied in die Académie des sciences aufgenommen. 2018 erhielt er den Wolf-Preis für Mathematik. 2022 wurde er Ehrenmitglied der London Mathematical Society. 2023 wurde er mit dem Shaw Prize für Mathematik ausgezeichnet.

## Schriften (Auswahl)
- Эллиптические модули. In: Mat. Sb. (N.S.). Band 94 (136), Nr. 4(8), 1974, S. 594–627, 656 (russisch, Online [PDF; 3,7 MB]).
  - englische Übersetzung: Elliptic Modules. In: Mathematics of the USSR-Sbornik. Band 23, Nr. 4, 1974, S. 561–592, doi:10.1070/SM1974v023n04ABEH001731.
- Coverings of {\displaystyle p}-adic symmetric domains. (Russisch) Funkcional. Anal. i Priložen.  10  (1976), no. 2, 29–40.
- mit Atiyah, Hitchin und Manin: Construction of instantons. Phys. Lett. A  65  (1978), no. 3, 185–187.
- Langlands' conjecture for {\displaystyle {\rm {GL}}(2)} over functional fields. Proceedings of the International Congress of Mathematicians (Helsinki, 1978), S. 565–574, Acad. Sci. Fennica, Helsinki, 1980.
- mit Sokolov: Lie algebras and equations of Korteweg-de Vries type. (Russisch) Current problems in mathematics, Vol. 24, 81–180, Itogi Nauki i Tekhniki, Akad. Nauk SSSR, Vsesoyuz. Inst. Nauchn. i Tekhn. Inform., Moscow, 1984.
- Hopf algebras and the quantum Yang-Baxter equation. (Russisch) Dokl. Akad. Nauk SSSR 283 (1985), no. 5, 1060–1064.
- A new realization of Yangians and of quantum affine algebras. (Russisch) Dokl. Akad. Nauk SSSR 296 (1987), no. 1, 13–17; übersetzt in Soviet Math. Dokl. 36 (1988),  no. 2, 212–216
- Quantum groups.  Proceedings of the International Congress of Mathematicians, Vol. 1, 2 (Berkeley, Calif., 1986),  798–820, Amer. Math. Soc., Providence, RI, 1987.
- Almost cocommutative Hopf algebras. (Russisch) Algebra i Analiz 1 (1989), no. 2, 30--46; übersetzt in Leningrad Math. J. 1 (1990), no. 2, 321–342
- Quasi-Hopf algebras. (Russisch) Algebra i Analiz 1 (1989), no. 6, 114–148;  übersetzt in Leningrad Math. J. 1 (1990), no. 6, 1419–1457
- On quasitriangular quasi-Hopf algebras and on a group that is closely connected with {\displaystyle {Gal}({\overline {\mathbb {Q} }}/{\mathbb {Q} })}. (Russisch)  Algebra i Analiz  2  (1990),  no. 4, 149–181; übersetzt in Leningrad Math. J. 2 (1991), no. 4, 829–860.
- DG quotients of DG categories. J. Algebra  272 (2004), no. 2, 643–691.
- mit Beilinson: Chiral algebras. American Mathematical Society Colloquium Publications, 51. American Mathematical Society, Providence, RI, 2004, ISBN 0-8218-3528-9.
- mit Beilinson: Quantization of Hitchin's integrable system and Hecke eigensheaves, Preprint 1991, pdf
- mit Gelaki, Nikshych und Ostrik: On braided fusion categories. I. Selecta Math. (N.S.) 16 (2010), no. 1, 1–119.